# FreeTTS
FreeTTS — свободная система синтеза речи, полностью написанная на Java. Она основана на Flite. FreeTTS является реализацией Java Speech API от Sun.